# Ratskeller Salzgitter
Der Ratskeller Salzgitter am Marktplatz von Salzgitter-Bad ist das älteste heute noch genutzte Gebäude der Stadt. Ursprünglich zum Schutz der Bürger und als Speicher für das Salzwerk gebaut, wurde es später als Rathaus und Lagerhaus für die Brauerei genutzt und wird heute als Restaurant und Hotel betrieben.

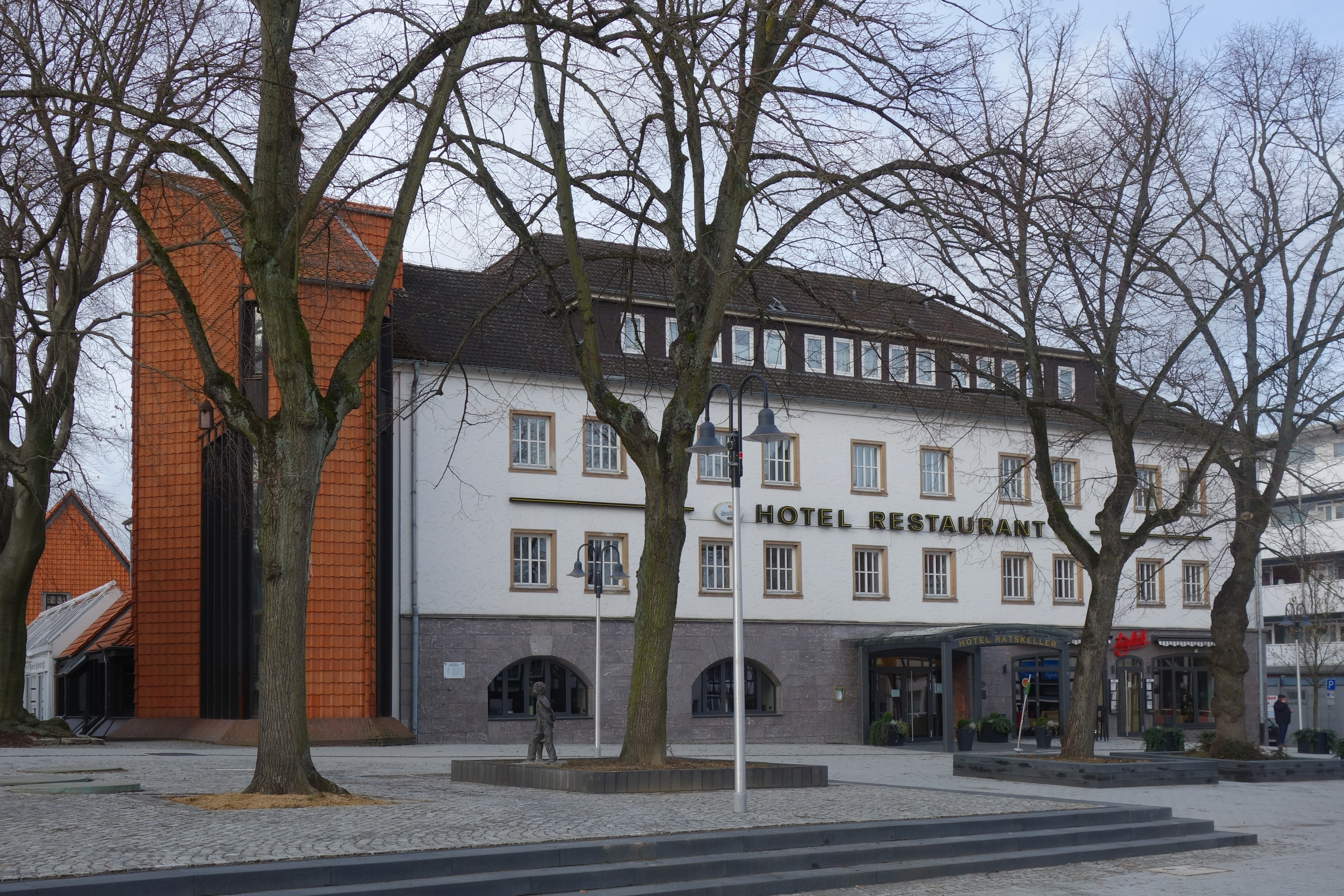
Eingangsbereich des Ratskellers am Marktplatz

## Bau des Ratskellers
Die Gewölbe des Erdgeschosses sind die ältesten Bauteile des Ratskellers. In einer Urkunde von 1125 wurde bereits von einem Salzort gesprochen, bei dessen Aufbau auch ein Salzspeicher benötigt wurde. Man nimmt daher an, dass der Ratskeller zu dieser Zeit, also Anfang des 12. Jahrhunderts, erbaut wurde. Das Gebäude lag östlich der Salzquellen der Saline Salzliebenhalle und war im Norden vom Sumpfgebiet der Warne und im Westen vom Sumpf um die Salzquellen umgeben, wodurch es leicht gegen feindliche Übergriffe verteidigt werden konnte. Anfangs wurde das Gebäude als Salzspeicher genutzt, später diente es auch den Bierbrauern als Lager, einige Räume wurden als Rathaus genutzt. Seit 1854 wird der Ratskeller als Restaurant und Hotel betrieben.
Das zum Schutz vor Angriffen aus bis zu 1,5 m dicken Sandsteinmauern errichtete Gebäude hatte zunächst nur ein Geschoss mit fünf nebeneinanderliegenden Tonnengewölben und einem Quergewölbe an der Rückseite. Urkundlich belegt ist, dass der Bau 1522 um ein Stockwerk erhöht wurde und dass das Haus einen repräsentativen Mittelgiebel erhielt. Der größte Teil des Gebäudes wurde von den Brauern belegt, die das Erdgeschoss als Bierkeller und das Obergeschoss zur Lagerung von Hopfen und Maische nutzten, zwei weitere Gemächer des Erdgeschosses wurden ebenfalls von den Brauern genutzt. Drei Räume des Erdgeschosses dienten dem Bürgermeister und Ratsherren als Amts- und Sitzungsräume, drei weitere Kammern wurden als Archiv genutzt.

## Geschichte des Ratskellers bis 1945
An der Südseite des Gebäudes stand 1522 schon eine Schule. Es handelte sich um einen zweigeschossigen Fachwerkbau von etwa 60 m². 1866 wurde die Schule zu einem Waschhaus umgebaut, 1912 wurde das Gebäude abgebrochen.
In einem Pachtvertrag von 1748 gibt es eine Beschreibung der Ratsschänke des Ratkellers:
Die Stadt verkaufte den Ratskeller am 6. September 1854 an den Gastwirt Gehrmann aus Beinum. Bereits zuvor waren die Räume dem Ratskellerwirt überlassen worden, der bis dahin die benachbarte Ratsschenke betrieben hatte. Diese war durch die langjährige Einquartierung von Soldaten so sehr verfallen, so dass die Stadt eine Renovierung abgelehnt hatte. Der neue Besitzer des Ratskellers ließ das Dach renovieren und Teile des Erdgeschosses erneuern. 1880 gab der Rat die Räume im Ratskeller auf und das Rathaus der Stadt wurde zum Vöppstedter Tor verlegt.
Um 1880 verkaufte Gehrmann den Ratskeller an den Gastwirt Güllmann. Dieser beabsichtigte, das Haus zu einem Hotel auszubauen. Dazu erhielt das Gebäude um 1885 ein drittes Stockwerk. Güllmann kaufte auch die Räume im Obergeschoss, die bis dahin den Brauern gehört hatten, und ließ dort den bisherigen Hopfenboden zu einem Saal umbauen. Noch bevor der Ausbau der Hotelzimmer im dritten Stock abgeschlossen war, verkaufte er den Ratskeller 1892 an den Gastwirt Franz Körner. Dieser veräußerte das Haus schon zwei Jahre später an den aus Oelber stammenden Oberkellner Adolf Dähndel. Dähndel und seiner Frau Paula gelang es, den Ratskeller zu einem weithin anerkannten Gasthaus auszubauen. Nach seinem Tode 1936 verkaufte die Witwe den Ratskeller 1941, dem nachfolgenden Besitzer gelang es aber infolge der Kriegsereignisse nicht, die geplanten Umbauten abzuschließen und der Betrieb musste Konkurs anmelden.
Im Blickpunkt der Öffentlichkeit stand der Ratskeller am 15. Juli 1937, als hier der Vertrag zur Gründung der Reichswerke Aktiengesellschaft für Erzbergbau und Eisenhütten „Hermann Göring“ („Hermann Göring Werke“) unterzeichnet wurde.

## Geschichte des Ratskellers seit 1945

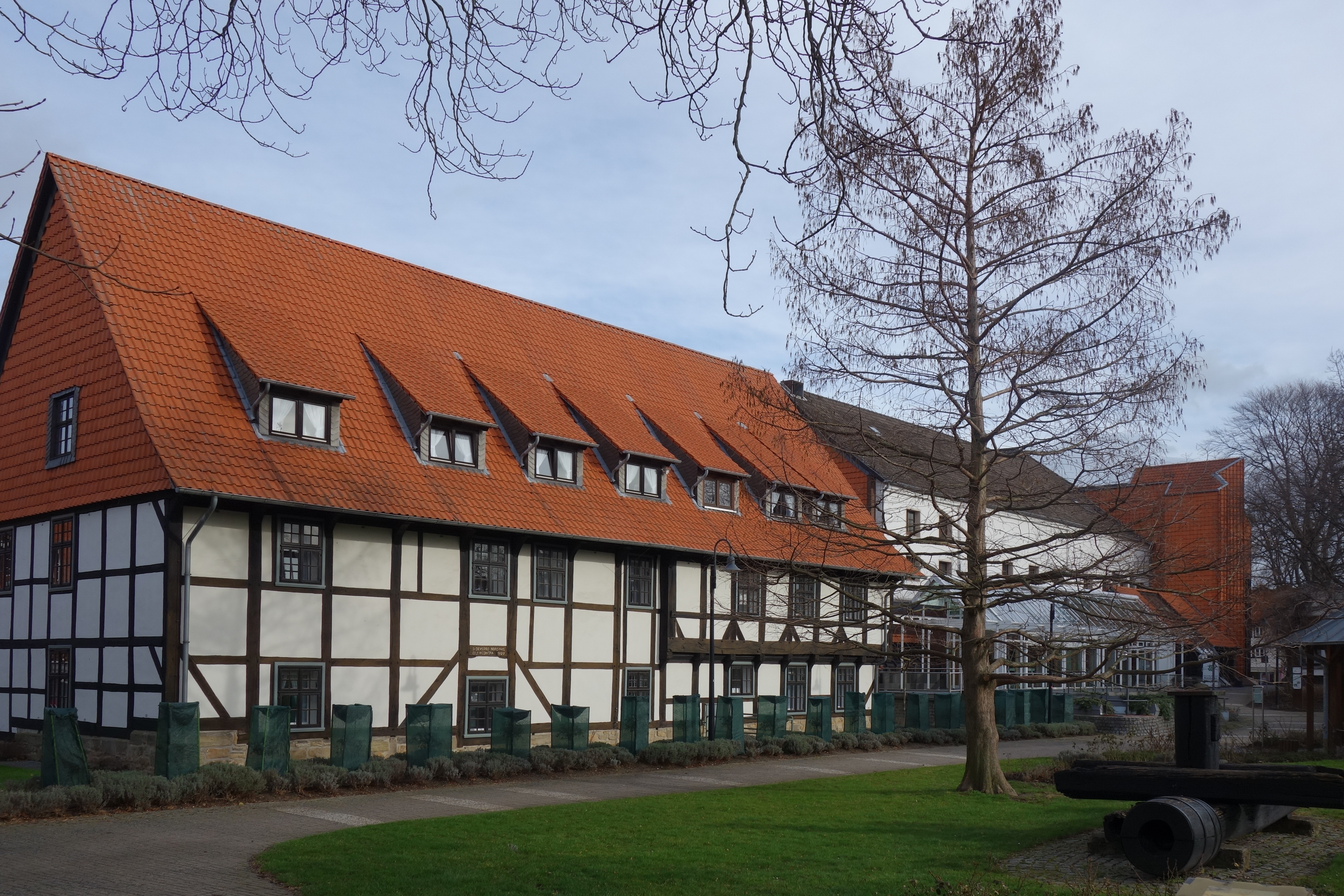
Terrasse des Ratskellers (rechts) und das Bettenhaus des Hotels

Nach diesen mehrfachen Besitzerwechseln übernahm die WEVG Salzgitter (im Besitz der Stadt Salzgitter) 1953 das Gebäude und ließ das Haus in den folgenden Jahren umfangreich umbauen. Weitere größere Renovierungen fanden 1969 (Heizanlage, Küche und Konferenzräume) und 1972 (Restaurant- und Hotelbereich) statt, 1973 wurde das Café eröffnet, in dessen Räumen bis dahin die Verwaltung der WEVG untergebracht war. Anfang der 1980er Jahre wurde der Garßenhof von Gitter in den angrenzenden Rosengarten versetzt und zu einem Bettenhaus für das Hotel des Ratskellers umgebaut, die Einweihung fand am 1. April 1982 statt. Die neue zum Rosengarten gelegene Terrasse und der neue Wintergarten wurden 2001 eröffnet. Der bisher letzte Umbau wurde 2013 abgeschlossen, hierbei wurde ein neues Treppenhaus gebaut und der Hotel- und Restaurantbereich wurde erneuert. Seit 2010 ist die Wohnbau Salzgitter (zu etwa 60 % im Besitz der Stadt Salzgitter) Eigentümerin des Ratskellers.